# Condado de Surry (Virginia)
El condado de Surry (en inglés: Surry County), fundado en 1652, es uno de 95 condados del Mancomunidad de Virginia. En el año 2000, el condado tenía una población de 6,829 habitantes y una densidad poblacional de 9 personas por km². La sede del condado es Surry.

## Geografía
Según la Oficina del Censo, el condado tiene un área total de 780 km² (301,2 mi²), de la cual 723 km² (279,2 mi²) es tierra y 80 km² (30,9 mi²) (10.06%) es agua.

### Condados adyacentes
- Condado de Charles City (noroeste)
- Condado de James City (noreste)
- Condado de Isle of Wight (noreste)
- Condado de Southampton (sur)
- Ciudad de Sussex (suroeste)
- Condado de Prince George (oeste)

## Demografía
Según el censo de 2000, los ingresos medios por hogar en el condado eran de $37,558, y los ingresos medios por familia eran $41,234. Los hombres tenían unos ingresos medios de $31,123 frente a los $21,143 para las mujeres. La renta per cápita para el condado era de $16,682. Alrededor del 10.80% de la población estaban por debajo del umbral de pobreza.

## Localidades

### Pueblos no incorporados
- Claremont
- Dendron
- Surry

### Comunidades no incorporadas
- Cabin Point
- Scotland
- Spring Grove
- Carsley
- Elberon